# Komet Metcalf-Brewington

Komet Metcalf-Brewington ali 97P/ Metcalf-Brewington  je periodični komet z obhodno dobo 10,5 let.
.
 Komet pripada Jupitrovi družini kometov . 

## Odkritje[3]
Komet je odkril 15. novembra 1906 odkril ameriški astronom Joel Hastings Metcalf v Tautonu, Massachusetts, ZDA. Komet so izgubili. Ponovno ga je opazil 7. januarja 1991 Howard J. Brewington

## Lastnosti
Premer kometa je 3,4 km